# Lieni Füglistaller

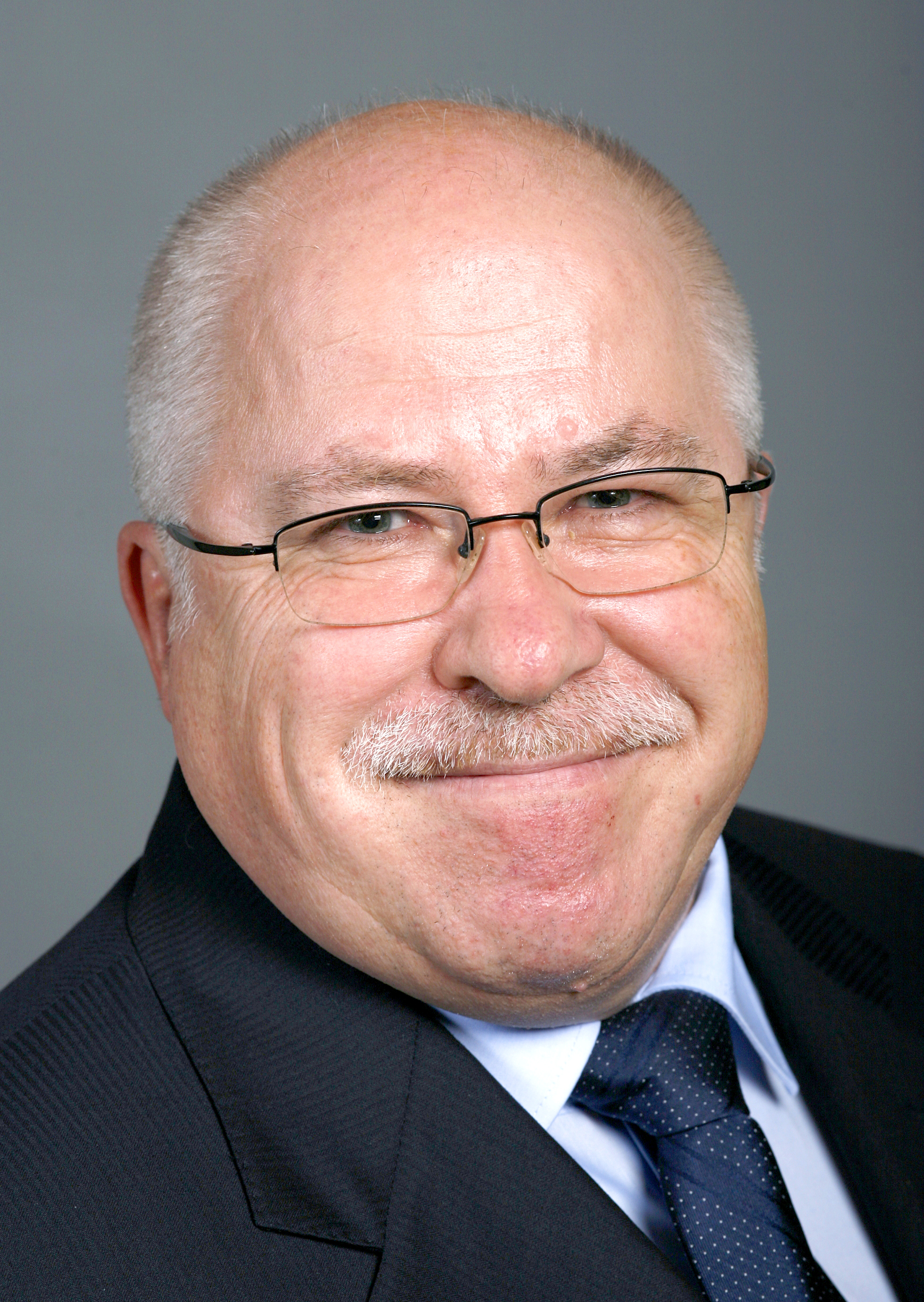
Lieni Füglistaller, 2007

Leonhard «Lieni» Füglistaller  (* 31. Dezember 1951 in Zürich; heimatberechtigt in Rudolfstetten-Friedlisberg) ist ein Schweizer Politiker (SVP). Er war von 2005 bis 2011 Mitglied des Nationalrats.

## Politische Laufbahn
Lieni Füglistaller amtierte von 1985 bis 2009 als Grossrat des Kantons Aargau. 2005 rückte er nach dem Tod von Christian Speck in den Nationalrat nach. Bei den Nationalratswahlen 2007 wurde er mit dem Ergebnis von 59'661 Stimmen wiedergewählt.
Füglistaller kündigte im Dezember 2010 an, nicht mehr an den Nationalratswahlen im Herbst 2011 zu kandidieren. Als Grund nannte er Anwürfe aus den eigenen Reihen, nämlich aus der SVP-Bezirkspartei Bremgarten.
Füglistaller trat ohne Erfolg als «wilder» Kandidat an den Ständeratswahlen 2011 an.
Im Dezember 2011 wurde Füglistaller nach Unstimmigkeiten auf Antrag der SVP-Bezirkspartei Bremgarten aus der Geschäftsleitung der Aargauer Kantonalpartei verbannt.

## Politische Inhalte
Füglistaller setzte sich hauptsächlich für die Themen Steuersenkungen, gegen einen EU-Beitritt der Schweiz und Reformen in der Sozialpolitik ein. Auch wollte er, dass in den Schulen das Leistungsdenken wiedereinkehre und dass die Einwanderung von Ausländern in die Schweiz bremse.

## Beruf
Seit 1971 arbeitete Füglistaller als selbständig Erwerbender. 2023 war er Unternehmer.

## Privates
Füglistaller ist seit 1981 verheiratet und Vater von drei erwachsenen Kindern. Er wohnt in Rudolfstetten-Friedlisberg.